# Nuaulu
Nuaulu, także: Naulu, Nuahunai, Nunuhai – indonezyjska grupa etniczna z wyspy Seram w archipelagu Moluków. Ich populacja wynosi 2800 osób. Dzielą się na dwie podgrupy, zamieszkujące północną i południową część wyspy (kecamatany Seram Utara i Amahai).
Posługują się językiem nuaulu (naulu, patakai) z wielkiej rodziny austronezyjskiej. Dialekty obu grup nie są wzajemnie zrozumiałe, bywają wręcz rozpatrywane jako dwa języki. W większości zachowują wierzenia oparte na animizmie, mniejszość wyznaje chrześcijaństwo bądź islam. W rodzinach chrześcijańskich w szerszym użyciu jest malajski amboński.
Zajmują się rolnictwem opartym na systemie żarowym (orzechy kokosowe, goździki, gałka muszkatołowa, maniok, taro, banany, papaja). Do istotnych zajęć należą także łowiectwo i rybołówstwo. Podstawowym pożywieniem jest sago. Mają rozwinięto rzemiosło tradycyjne.
Słyną z zachowania tradycyjnego stylu życia. Jest to jedna z ostatnich społeczności we wschodniej Indonezji, które utrzymują wielowiekowe tradycje animistyczne. W ich wierzeniach przykłada się wagę do okresowości zjawisk, a sposób odprawiania wielu obrzędów (jak np. seute – rytuałów rolniczych) jest uzależniony od ruchów ciał niebieskich. Pierwotnie zamieszkiwali tereny w górzystym wnętrzu wyspy, w rejonie rzeki Nua (stąd też wzięła się nazwa ludu). Na przełomie XIX i XX w., w okresie kolonialnym, zostali przesiedleni na wybrzeża Seram. 
Organizacja społeczna opiera się na patrylinearnym systemie pokrewieństwa.
Badaniem miejscowej kultury zajmował się brytyjski antropolog Roy Ellen.